# Parc d'État de Roan Mountain
Pour les articles homonymes, voir Roan Mountain.
Le parc d'État de Roan Mountain est un parc d'État située dans le comté de Carter, dans le Tennessee, près de la frontière avec la Caroline du Nord.
Il est nommé d'après Roan Mountain.
Le parc de 8,12 km2 contient une portion du Sentier des Appalaches.